# أبو عبد الله محمد (الدولة الأفريغية)
أبو عبد الله محمد (توفي عام 995) كان آخر حكام الدولة الأفريغية في خوارزم من عام 967 إلى عام 995. وكان ابنًا وخليفة لأبي سعيد أحمد.
خلال الفوضى التي حدثت بين السامانيين لم تتأثر خوارزم بها. ومع ذلك، في عام 992، ساعد أبو عبد الله الحاكم الساماني نوح الثاني ضد خانية القراخانيين التركية، ومُنح عدة مدن في شمال خراسان، من بينها مدينة أبيورد المهمة. إلا أن أبا علي السمجوري، حاكم خراسان، رفض منح هذه المدن للأخيرة.
في عام 995، غزا مأمون الأول بن محمد، الحاكم المأموني لغورغانج، أراضي أبي عبد الله وأعدمه، مما أنهى حكم الأفريغيين، ووحد إقليم خوارزم تحت حكمه.